# Amīr-e Pā'īn
Amīr-e Pā'īn (persiska: سَرابِ اَمير, اَميرئ پائين, اَمير, امیر سفلی, Amīr-e Soflá, امیر پائین) är en ort i Iran.   Den ligger i provinsen Lorestan, i den västra delen av landet, 400 km sydväst om huvudstaden Teheran. Amīr-e Pā'īn ligger 1 618 meter över havet och antalet invånare är 773.
Terrängen runt Amīr-e Pā'īn är varierad.Runt Amīr-e Pā'īn är det ganska tätbefolkat, med 72 invånare per kvadratkilometer. Närmaste större samhälle är Aleshtar, 2,1 km söder om Amīr-e Pā'īn. Trakten runt Amīr-e Pā'īn består i huvudsak av gräsmarker.